# 2000 AB189
2000 AB189 är en asteroid i huvudbältet som upptäcktes den 8 januari 2000 av LINEAR i Socorro County, New Mexico.
Asteroiden har en diameter på ungefär 8 kilometer.